# Ла Паргера (Порторико)
Ла Паргера (шп. La Parguera) град је у америчкој острвској територији Порторико, острвској држави Кариба.

## Демографија
По попису из 2010. године број становника је 1.044, што је 97 (-8,5%) становника мање него 2000. године.
| Група             | 2000.         | 2010.         |
| Белци             | 19 (1,7%)     | 10 (1,0%)     |
| Афроамериканци    | 36 (3,2%)     | 37 (3,5%)     |
| Азијати           | 1 (0,1%)      | 0 (0,0%)      |
| Хиспаноамериканци | 1.122 (98,3%) | 1.034 (99,0%) |
| Укупно            | 1.141         | 1.044         |